# Ajax (Schiff, 1913)
Die Ajax, auch HMS Ajax, war ein Schlachtschiff der King-George-V-Klasse, das in den 1910er Jahren für die Royal Navy gebaut wurde.

## Geschichte
Die Ajax wurde am 27. Februar 1911 in Greenock auf Kiel gelegt lief am 21. März 1912 vom Stapel und wurde am 31. Oktober 1913 in Dienst gestellt. Die Ajax wurde unmittelbar nach ihrer Indienststellung am 31. Oktober 1913 der 2nd Battle Squadron der Grand Fleet zugeteilt.
Zwischen dem 17. und 20. Juli 1914 nahm die Ajax als Reaktion auf die Julikrise an einer Test-Mobilmachung und Flottenüberprüfung teil. Nach ihrer Ankunft in Portland am 25. Juli erhielt sie vier Tage später den Befehl, mit dem Rest der Home Fleet nach Scapa Flow zu fahren, um die Flotte vor einem möglichen Überraschungsangriff der kaiserlichen deutschen Marine zu schützen.

### Erster Weltkrieg
Im August 1914, nach Ausbruch des Ersten Weltkriegs, wurde die Home Fleet als Grand Fleet reorganisiert und dem Kommando von Admiral Sir John Jellicoe unterstellt. Während der Durchführung von Übungen einige Wochen später hatte das Schiff Probleme mit einem seiner Geschütztürme und musste zur Reparatur nach Scapa Flow zurückkehren. Anfang Oktober wurde das Schiff in Devonport überholt. Wiederholte Berichte über U-Boote in Scapa Flow überzeugten Jellicoe, dass die dortigen Verteidigungsanlagen unzureichend seien, so dass er anordnete, dass die Grand Fleet bis zum Ausbau der Verteidigungsanlagen auf andere Stützpunkte verteilt werden sollte. Am 16. Oktober wurde das 2. Kampfgeschwader nach Loch na Keal an der Westküste Schottlands entsandt. Am Morgen des 27. Oktober brach das Geschwader zu Schießübungen vor der Nordküste Irlands auf, wobei die Audacious auf eine Mine traf die einige Tage zuvor von dem deutschen Minenleger SS Berlin gelegt worden war. In der Annahme, das Schiff sei von einem U-Boot torpediert worden, entfernten sich die Schiffe, darunter auch die Ajax, aus dem Gebiet. Am Abend des 22. November 1914 führte die Grand Fleet eine Patrouilienfahrt in der südlichen Hälfte der Nordsee durch; bei dem die Ajax mit dem Hauptverband zur Unterstützung des 1. Schlachtkreuzergeschwaders von Vizeadmiral David Beatty zur Verfügung stand.

### Raid auf Scarborough, Hartlepool und Whitby
Room 40 eine nachrichtendienstliche Abteilung der britischen Admiralität hatte den deutschen Funkverkehr abgefangen und entschlüsselt, der Pläne für einen Angriff auf Scarborough, Hartlepool und Whitby Mitte Dezember mit den vier Schlachtkreuzern der Aufklärungsgruppe I unter Konteradmiral Franz von Hipper enthielt. In den Funksprüchen wurde jedoch nicht erwähnt, dass die Hochseeflotte bestehend aus vierzehn Schlachtschiffen und acht Einheitslinienschiffen Hipper verstärken würde. Die Briten stachen am 15. Dezember in See mit der Absicht, die deutschen Schiffe auf ihrer Rückfahrt in einen Hinterhalt zu locken. In den frühen Morgenstunden des 16. Dezember und bei schwerer See kam es zum Gefecht zwischen britischen und deutschen Zerstörern. Doch Admiral Friedrich von Ingenohl, der Befehlshaber der Hochseeflotte, befahl seinen Schiffen aus Sorge vor einem massierten Angriff britischer Zerstörer abzudrehen. Durch eine Reihe von Kommunikationsfehlern und Irrtümern der Briten konnten Hippers Schiffe ein Gefecht mit Beatty vermeiden.
Vom 10. bis 13. Januar 1915 führte die Ajax westlich der Orkney- und Shetlandinseln Geschützübungen durch.
Von Anfang März bis Ende Mai führte die Ajax mehrere Patrouillenfahrten in der Nordsee durch ohne jedoch auf deutsche Schiffe zu stoßen. Vom 11. bis 2. August führte die Flotte Geschützübungen und Gefechtsübungen westlich der Shetland-Inseln und in Moray Firth durch. Vom 2. bis 5. September unternahm die Flotte eine weitere Patrouillenfahrt in Nordsee, bei der sie Geschützübungen durchführte. Vom 13. bis 15. Oktober patrouillierte sie erneut in der Nordsee und nahm vom 2. bis 5. November an einem weiteren Flottenübungseinsatz westlich von Orkney teil.
In der Nacht zum 25. März verließen die Ajax und der Rest der Flotte Scapa Flow, um Beattys Schlachtkreuzer bei dem Angriff auf den deutschen Zeppelinstützpunkt in Tondern zu unterstützen. Als sich die Grand Fleet am 26. März dem Gebiet näherte, hatten sich die britischen und deutschen Streitkräfte bereits getrennt, und ein starker Sturm bedrohte die kleineren Schiffe, so dass die Flotte den Befehl erhielt, zur Basis zurückzukehren. Am 21. April führte die Grand Fleet ein Ablenkungsmanöver vor Horns Riff durch, um es der kaiserlich russischen Marine zu ermöglichen ihre Minenfelder in der Ostsee neu zu verlegen. Am 24. April kehrte die Flotte nach Scapa Flow zurück, erhielt dort neuen Proviant, neue Munition und neue Kohle und stach erneut in Richtung englischer Ostküste in See, da man aufgrund von Geheimdienstberichten einen Angriff der Deutschen auf Lowestoft befürchtete, aber erst in dem Gebiet ankam, nachdem sich die Deutschen bereits zurückgezogen hatten.

#### Skagerrakschlacht
In dem Versuch, einen Teil der Grand Fleet aus ihren Häfen zu locken und zu vernichten, verließ die deutsche Hochseeflotte, bestehend aus 16 Schlachtschiffen, 6 Einheitslinienschiffen und weiteren Schiffen, am frühen Morgen des 31. Mai Wilhelmshaven. Die Flotte fuhr in gemeinsamer Formation mit den fünf Schlachtkreuzern von Vizeadmiral Franz Hipper. Die nachrichtendienstliche Abteilung der britischen Admiralität Room 40 hatte den deutschen Funkverkehr mit den Operationsplänen abgefangen und entschlüsselt. Daraufhin befahl die Admiralität der Grand Fleet, die insgesamt 28 Schlachtschiffe und 9 Schlachtkreuzer umfasste, noch in der Nacht auszulaufen, um die Hochseeflotte abzuschneiden und zu vernichten.

Manöver der britischen (blau) und deutschen (rot) Flotte vom 31. Mai bis 1. Juni 1916

Die Ajax, dem Kommando von Kapitän George Baird, war das zweite Schiff der Vorhut. Sie feuerte kurz nach 19:00 Uhr eine Salve von sechs Granaten auf die Schlachtkreuzer der I. Aufklärungsgruppe ab musste aber unmittelbar danach das Feuer einstellen, da ihre Sicht durch die Schiffe des 4. leichten Kreuzergeschwaders behindert wurde. Dies war das einzige Mal, dass das Schiff während der Schlacht seine Waffen abfeuerte.
Die Grand Fleet lief am 18. August aus, um die Hochseeflotte auf ihrem Vormarsch in die südliche Nordsee aus dem Hinterhalt anzugreifen, aber eine Reihe von Fehlmeldungen hinderte Jellicoe daran, die deutsche Flotte abzufangen, bevor sie in den Hafen zurückkehrte. Zwei leichte Kreuzer wurden während der Operation von deutschen U-Booten versenkt, was Jellicoe zu der Entscheidung veranlasste, die größeren Einheiten der Flotte südlich von 55° 30' Nord nicht zu riskieren, da es dort viele deutsche U-Boote und Minen gab. Die Admiralität stimmte dem zu und legte fest, dass die Grand Fleet nicht ausrücken würde, es sei denn, die deutsche Flotte versuchte eine Invasion Großbritanniens oder es bestand die große Möglichkeit, dass sie unter geeigneten Bedingungen zu einem Gefecht gezwungen werden könnte.
Am 22. April 1918 fuhr die Hochseeflotte zum letzten Mal nach Norden, um einen Konvoi nach Norwegen abzufangen, musste aber zwei Tage später umkehren, nachdem der Schlachtkreuzer Moltke einen Motorschaden erlitten hatte. Die Grand Fleet lief am 24. November von Rosyth aus, als die Operation entdeckt wurde, konnte die Deutschen aber nicht mehr einholen.

### Nachkriegszeit
Nach dem Ende des Ersten Weltkrieges wurde sie zur Mittelmeerflotte detachiert und nahm dort an Seeoperationen gegen Bolschewiken und türkische Nationalisten im Schwarzen Meer und im Marmarameer teil. Der letzte Sultan des ehemaligen Osmanischen Reiches wurde auf der Ajax ins Exil verbracht. Im Februar 1920 beteiligte sie sich an der Evakuierung von Odessa und am 18. April hisste Vizeadmiral Sir John de Robeck, Oberbefehlshaber der Mittelmeerflotte, seine Flagge auf der Ajax. Anschließend begab er sich in den Kaukasus, um die Lage dort angesichts des Vormarschs der Bolschewiki zu untersuchen. Nach seiner Ankunft zwei Tage später bombardierte das Schiff kurzzeitig bolschewistische Stellungen bei Sotschi. Am 22. Juni fuhr sie nach Batumi (Georgien), wo sie bis zum 9. Juli blieb, um die Evakuierung der Stadt durch die Weiße Armee zu überwachen. Im September 1922 wurde sie zusammen mit einem Großteil der Mittelmeerflotte aufgrund der Chanakkrise nach Smyrna beordert. Nach dem Waffenstillstand von Mudanya, der die Krise beendete, fuhr die Ajax zur Überholung nach Malta. Als der letzte Sultan des Osmanischen Reiches, Mehmed VI, 1922 abgesetzt wurde, wurde er an Bord der Ajax nach Mekka gebracht. Im April 1924 kehrte die Ajax nach Devonport zurück und wurde anschließend in die Reserveflotte überführt, gleichzeitig erfolgte die Abschreibung und Aussonderung des Schiffes. Nach dem Verkauf an die Alloa Shipbreaking Co. am 10. Dezember 1926 wurde Ajax beginnend am 14. Dezember 1926 in Rosyth abgewrackt.